# 黏液素

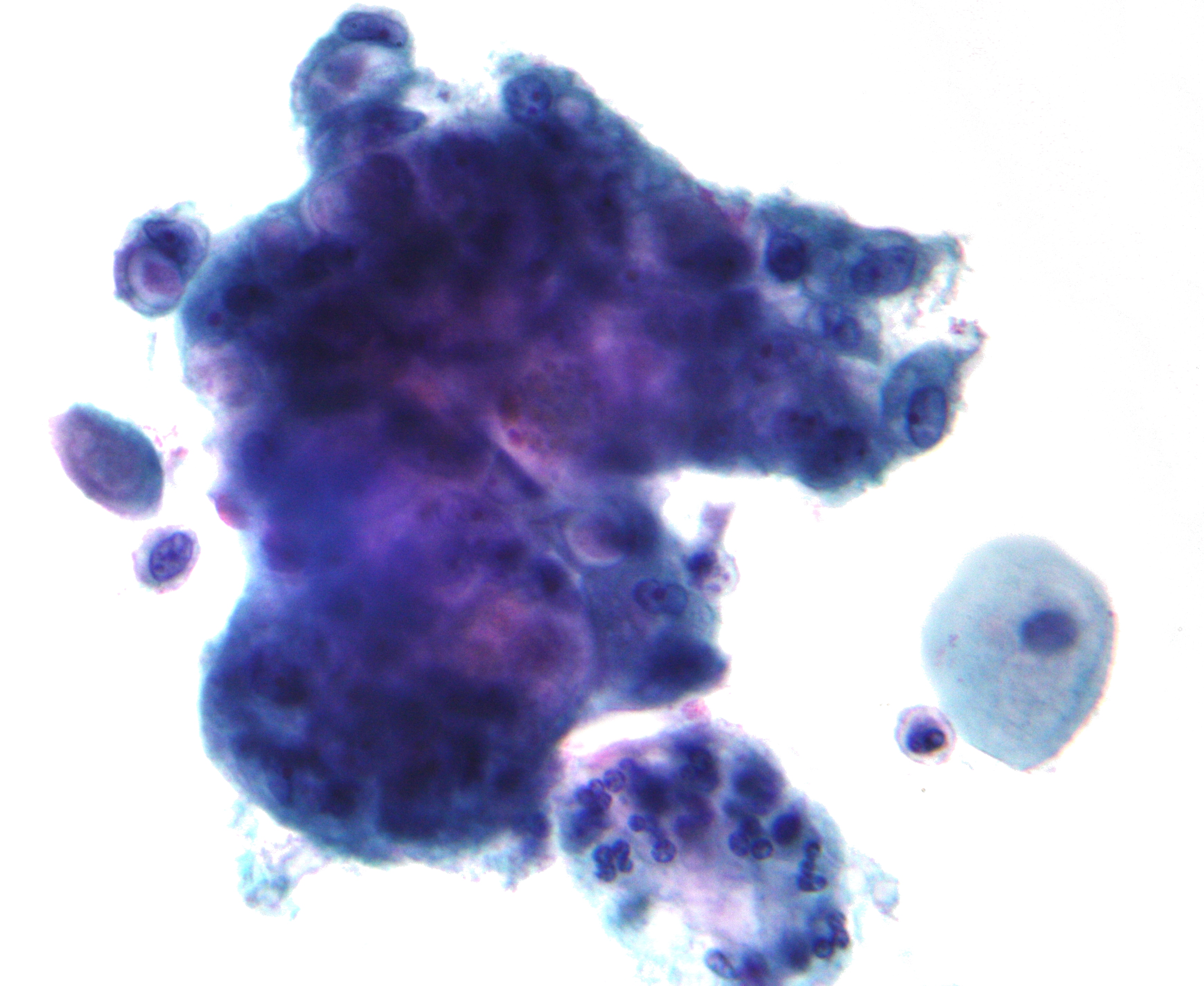
Micrograph showing cells with prominent mucin-containing intracytoplasmic vacuoles. Pap stain.

黏液素（英語：Mucins，或简称黏素）是一类高分子量蛋白家族，且高度醣基化（属于糖缀合物），在大部分后生动物的上皮组织中都有表达。黏液素的特色是它可以構成膠狀物；因此在體內分泌的膠狀分泌物中扮演重要角色，如：可以潤滑、協助細胞傳訊，及構築化學障壁，通常扮演身體屏障的角色。
一些黏液素参与调控生物组织的矿化，如软体动物中珍珠母的形成，棘皮动物的钙化，以及脊椎动物中骨骼的形成。黏液素也通过与病原体结合来参与免疫反应，此外，过表达的黏液素蛋白，如MUC1，也与多种癌症相关。
虽然一些黏液素由于存在疏水跨膜结构域保留在细胞膜上，但大多数黏液素分泌到黏膜黏液或唾液中。

## 基因
通过cDNA克隆发现了至少19个人类黏素基因——MUC1、MUC2、MUC3A、MUC3B、MUC4、MUC5AC、MUC5B、MUC6、MUC7、MUC8、MUC12、MUC13、MUC15、MUC16、MUC17、MUC19和MUC20。
主要分泌于呼吸道的黏素是MUC5AC和MUC5B，而MUC2主要分泌于小肠，在呼吸道中也有出现。